# Theo Rossi di Montelera
Teofilo Guiscardo Francesco Luigi Rossi di Montelera, noto anche con lo pseudonimo di Theo (Torino, 17 maggio 1902 – Losanna, 3 novembre 1991), è stato un imprenditore, bobbista e dirigente sportivo italiano.
Appassionato di sport, fu presidente onorario della Martini & Rossi e ribattezzato «l'uomo del vermouth».

## Biografia
Era figlio di Cesare Rossi, conte di Montelera e proprietario dell'azienda Martini & Rossi, produttrice di vini e vermut.
Si laureò in giurisprudenza e prestò servizio militare come ufficiale di cavalleria prima di dedicarsi agli affari e allo sport.
Con l'equipaggio azzurro (oltre a lui, Casini e i fratelli A. e G. Lanfranchi) prese parte alla gara olimpica di bob a quattro a Lake Placid 1932, giungendo quinto con il tempo combinato di 4'14"009.
In parallelo al bob, Rossi era praticante anche di motonautica.
A ottobre 1933 conseguì a Bracciano il record mondiale di velocità per scafi a motore 6 litri con 113,410 km/h; nel gennaio successivo, sul lago di Garda, batté analogo record per scafi motorizzati a un litro e mezzo con 97,663 km/h di media.
Nel 1937 stabilì sul lago Maggiore ad Arona il record per motoscafi da corsa di 1200 kg con 146,532 km/h e, l'anno seguente, si aggiudicò la Coppa d'Oro a Detroit nella categoria 12 litri.
Da dirigente sportivo, Rossi fu eletto nel 1934 vicepresidente della neonata Federazione Internazionale Amatori di Rugby (oggi Rugby Europe) e, nel dopoguerra, fu anche presidente del Circolo Golf Torino.